# Postnord Vårgårda WestSweden TTT 2019
La 12.ª edición de la prueba contrarreloj por equipos Postnord Vårgårda WestSweden TTT  se celebró el 17 de agosto de 2019 sobre un recorrido de 36 km con inicio y final en la comuna de Vårgårda en Suecia.
La carrera hizo parte del UCI WorldTour Femenino 2019 como competencia de categoría 1.WWT del calendario ciclístico de máximo nivel mundial siendo la decimoséptima carrera de dicho circuito y fue ganada por el equipo estadounidense Trek-Segafredo, conformado por las ciclistas Audrey Cordon, Elisa Longo Borghini, Ellen van Dijk, Tayler Wiles, Ruth Winder y Trixi Worrack. El podio lo completaron el equipo alemán Canyon SRAM Racing y el equipo neerlandés Sunweb.

## Equipos
Tomarán parte en la carrera un total de 18 equipos, de los cuales 16 son equipos de categoría UCI Team Femenino invitados por la organización y 2 selecciones nacionales. Los equipos participantes son:
| Equipos femeninos (15)- Alé Cipollini - Boels Dolmans - BTC City Ljubljana - Canyon-SRAM Racing - CCC-Liv - FDJ-Nouvelle Aquitaine-Futuroscope - Mitchelton-Scott - Movistar Team - Parkhotel Valkenburg-Destil - Sunweb Women - Tibco-Silicon Valley Bank - Virtu Cycling Women - Valcar Cylance - Trek-Segafredo - WNT-Rotor Pro Cycling Equipos nacionales (2)- Noruega - Suecia |
| |

## Clasificaciones finales
Las clasificaciones finalizaron de la siguiente forma:

### Clasificación general
| \| Clasificación general \| Clasificación general \| Clasificación general \| Clasificación general \| Clasificación general \| Clasificación general \| \| Equipo \| Equipo \| Tiempo \| Diferencia \| Promedio \| \| \| --------------------- \| ---------------------------------- \| --------------------- \| --------------------- \| --------------------- \| --------------------- \| \| 1.º \| Trek-Segafredo \| 43 min 53 s \| 0 s \| 48.675 km/h \| \| \| 2.º \| Canyon-SRAM Racing \| 44 min 18 s \| + 25 s \| 48.217 km/h \| \| \| 3.º \| Sunweb Women \| 44 min 39 s \| + 46 s \| 47.839 km/h \| \| \| 4.º \| Boels Dolmans \| 45 min 10 s \| + 1 min 17 s \| 47.292 km/h \| \| \| 5.º \| Virtu Cycling Women \| 45 min 41 s \| + 1 min 48 s \| 46.757 km/h \| \| \| 6.º \| Mitchelton-Scott \| 45 min 43 s \| + 1 min 50 s \| 46.723 km/h \| \| \| 7.º \| Valcar Cylance \| 46 min 28 s \| + 2 min 35 s \| 45.968 km/h \| \| \| 8.º \| CCC-Liv \| 46 min 57 s \| + 3 min 04 s \| 45.495 km/h \| \| \| 9.º \| Alé Cipollini \| 46 min 57 s \| + 3 min 04 s \| 45.495 km/h \| \| \| 10.º \| Movistar Team \| 47 min 12 s \| + 3 min 19 s \| 45.254 km/h \| \| \| 11.º \| FDJ-Nouvelle Aquitaine-Futuroscope \| 47 min 13 s \| + 3 min 20 s \| 45.238 km/h \| \| \| 12.º \| BTC City Ljubljana \| 47 min 17 s \| + 3 min 24 s \| 45.174 km/h \| \| \| 13.º \| Parkhotel Valkenburg-Destil \| 47 min 24 s \| + 3 min 31 s \| 45.063 km/h \| \| \| 14.º \| Tibco-Silicon Valley Bank \| 51 min 20 s \| + 7 min 27 s \| 41.610 km/h \| \| |                                    |             |              |             |
| |                                    |             |              |             |
| Fuente: ProCyclingStats |                                    |             |              |             |
| Clasificación general |                                    |             |              |             |
| Equipo | Equipo                             | Tiempo      | Diferencia   | Promedio    |
| 1.º | Trek-Segafredo                     | 43 min 53 s | 0 s          | 48.675 km/h |
| 2.º | Canyon-SRAM Racing                 | 44 min 18 s | + 25 s       | 48.217 km/h |
| 3.º | Sunweb Women                       | 44 min 39 s | + 46 s       | 47.839 km/h |
| 4.º | Boels Dolmans                      | 45 min 10 s | + 1 min 17 s | 47.292 km/h |
| 5.º | Virtu Cycling Women                | 45 min 41 s | + 1 min 48 s | 46.757 km/h |
| 6.º | Mitchelton-Scott                   | 45 min 43 s | + 1 min 50 s | 46.723 km/h |
| 7.º | Valcar Cylance                     | 46 min 28 s | + 2 min 35 s | 45.968 km/h |
| 8.º | CCC-Liv                            | 46 min 57 s | + 3 min 04 s | 45.495 km/h |
| 9.º | Alé Cipollini                      | 46 min 57 s | + 3 min 04 s | 45.495 km/h |
| 10.º | Movistar Team                      | 47 min 12 s | + 3 min 19 s | 45.254 km/h |
| 11.º | FDJ-Nouvelle Aquitaine-Futuroscope | 47 min 13 s | + 3 min 20 s | 45.238 km/h |
| 12.º | BTC City Ljubljana                 | 47 min 17 s | + 3 min 24 s | 45.174 km/h |
| 13.º | Parkhotel Valkenburg-Destil        | 47 min 24 s | + 3 min 31 s | 45.063 km/h |
| 14.º | Tibco-Silicon Valley Bank          | 51 min 20 s | + 7 min 27 s | 41.610 km/h |

## UCI WorldTour Femenino
La Postnord Vårgårda WestSweden TTT otorgó puntos para el UCI WorldTour Femenino 2019 y el UCI World Ranking Femenino, incluyendo a todas las corredoras de los equipos en las categorías UCI Team Femenino. Las siguientes tablas muestran el baremo de puntuación y las 11 corredoras que obtuvieron más puntos:
| Posición   | 1.ª | 2.ª | 3.ª | 4.ª | 5.ª | 6.ª | 7.ª | 8.ª | 9.ª | 10.ª | 11.ª | 12.ª | 13.ª | 14.ª | 15.ª | 16.ª-30.ª | 31.ª-40.ª |
| Puntuación | 200 | 150 | 125 | 100 | 85  | 70  | 60  | 50  | 40  | 35   | 30   | 25   | 20   | 15   | 10   | 5         | 3         |

| Clasificación |                      |                    |        |
| Posición      | Ciclista             | Equipo             | Puntos |
| ------------- | -------------------- | ------------------ | ------ |
| 1.ª           | Ruth Winder          | Trek-Segafredo     | 33,33  |
| -             | Elisa Longo Borghini | Trek-Segafredo     | 33,33  |
| -             | Ellen van Dijk       | Trek-Segafredo     | 33,33  |
| -             | Trixi Worrack        | Trek-Segafredo     | 33,33  |
| -             | Tayler Wiles         | Trek-Segafredo     | 33,33  |
| -             | Audrey Cordon        | Trek-Segafredo     | 33,33  |
| 2.ª           | Lisa Klein           | Canyon SRAM Racing | 30     |
| -             | Alice Barnes         | Canyon SRAM Racing | 30     |
| -             | Alena Amialiusik     | Canyon SRAM Racing | 30     |
| -             | Hannah Barnes        | Canyon SRAM Racing | 30     |
| -             | Elena Cecchini       | Canyon SRAM Racing | 30     |